# Lotus 78

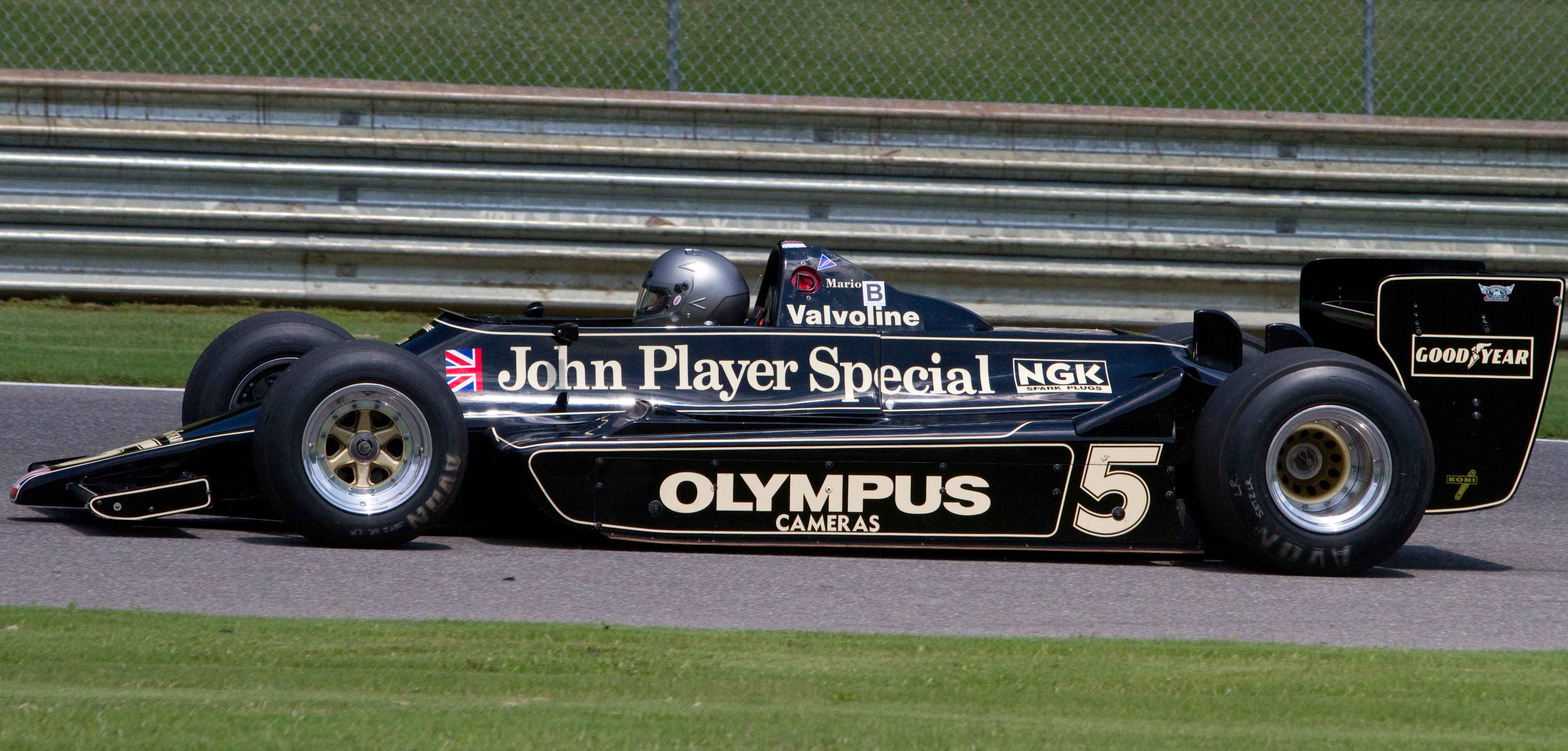
Lotus 79

Lotus 78 och den vidareutvecklade Lotus 79 är en serie formel 1-bilar, tillverkade av den brittiska biltillverkaren Lotus mellan 1977 och 1978.

## Bakgrund
Tony Rudd hade testat markeffekt på skalmodeller i vindtunnel under sin tid på BRM men aldrig omsatts det i praktiken. Markeffekt bygger på att bilens undersida utformas som en uppochnedvänd flygplansvinge. När luften under bilen passerar den konvexa förträngningen mellan bil och underlag uppstår ett undertryck som ”suger” fast bilen mot banan. Sedan BRM lagt ned verksamheten kom Rudd till Lotus där hans erfarenheter snart kom till praktisk nytta.

## Utveckling

### Lotus 78
Lotus hade infört så kallade side pods på Lotus 72 under 1973 efter regeländringar för att förbättra förarsäkerheten vid sidokrascher. Podsen användes även för att rymma kylare och bränsletank. När Lotus 78 konstruerades var det just podsens undersida som utformades med tanke på markeffekten. Längst ned på podsen satt sidokjolar som hindrade luft från att komma in från sidan och störa flödet under bilen. Bilen introducerades 1977 och tack vare markeffekten kunde 78:an hålla högre hastigheter genom kurvorna än konkurrenterna men framgången hämmades av bilens bristande tillförlitlighet.

### Lotus 79
En bit in på säsongen 1978 introducerades den vidareutvecklade Lotus 79. Sidepodsen täckte nu större delen av karossidorna och Cosworth-motorn var helt inkapslad. Lotus hade nu även fått ordning på tillförlitligheten.

## Tekniska data
| Tekniska data           | Lotus 78                                                              | Lotus 79                                                              |
| ----------------------- | --------------------------------------------------------------------- | --------------------------------------------------------------------- |
| Motor:                  | Mittmonterad 90° 8-cylindrig V-motor                                  | Mittmonterad 90° 8-cylindrig V-motor                                  |
| Cylindervolym:          | 2993 cm³                                                              | 2993 cm³                                                              |
| Borrning x slaglängd:   | 85,7 x 64,8 mm                                                        | 85,7 x 64,8 mm                                                        |
| Max effekt vid varvtal: | 480 hk vid 10 600 v/min                                               | 480 hk vid 10 600 v/min                                               |
| Ventilstyrning:         | Dubbla överliggande kamaxlar per cylinderrad, 4 ventiler per cylinder | Dubbla överliggande kamaxlar per cylinderrad, 4 ventiler per cylinder |
| Bränslesystem:          | Lucas bränsleinsprutning                                              | Lucas bränsleinsprutning                                              |
| Växellåda:              | 5-växlad manuell                                                      | 5-växlad manuell                                                      |
| Hjulupphängning:        | Undre triangellänk, övre tvärlänk, skruvfjädrar                       | Undre triangellänk, övre tvärlänk, skruvfjädrar                       |
| Bromsar:                | Ventilerade skivbromsar                                               | Ventilerade skivbromsar                                               |
| Chassi & kaross:        | Självbärande aluminiummonocoque                                       | Självbärande aluminiummonocoque                                       |
| Hjulbas:                | 272 cm                                                                | 274 cm                                                                |
| Torrvikt:               | 580 kg                                                                | 610 kg                                                                |

## Tävlingsresultat

### Formel 1-VM 1977
Säsongen 1977 vann Mario Andretti fyra lopp och Gunnar Nilsson tog karriärens enda seger i Belgiens Grand Prix. Andretti slutade trea och Nilsson åtta i förarmästerskapet. Lotus kom tvåa i konstruktörsmästerskapet efter Ferrari.

### Formel 1-VM 1978
Team Lotus startade säsongen 1978 med 78-modellen som gav Mario Andretti och Ronnie Peterson var sin seger. Från och med Belgiens Grand Prix användes Lotus 79. Andretti tog fem segrar med 79:an varav fyra blev dubbelsegrar med Peterson på andra plats. Peterson vann Österrikes Grand Prix med 79:an före olyckan på Monza som tragiskt avslutade hans liv. Andretti blev världsmästare med Peterson som postum tvåa i förarmästerskapet och Colin Chapmans Lotus-stall vann konstruktörsmästerskapet för sjunde och sista gången.

### Formel 1-VM 1979
1979 hade konkurrenterna kommit ikapp och förbi Lotus. Stallet körde huvuddelen av säsongen med 79:an sedan efterträdaren Lotus 80 blivit ett misslyckande. Bäst lyckades Carlos Reutemann som tog två andraplatser. Reutemann kom sjua i förarmästerskapet, med Mario Andretti på tolfte plats. I konstruktörsmästerskapet slutade Lotus på fjärde plats.